# Psychologie des couleurs
La psychologie des couleurs est l'étude de la perception humaine des couleurs et de l'impact des couleurs sur l'activité humaine.
La psychophysique se préoccupe, avec les méthodes de la psychologie expérimentale, de relier les perceptions de stimulus colorés à des grandeurs physiques.
Les psychologues étudient l'effet des lumières et des surfaces colorées sur l'activité cérébrale et en particulier sur l'humeur des personnes qui leur sont confrontées. Ces recherches trouvent des débouchés dans les domaines où l'on cherche à orienter l'état d'esprit des personnes, comme l'architecture intérieure et la publicité.

## Perception des couleurs
La psychologie expérimentale s'efforce de relier les perceptions de stimulus colorés à des grandeurs physiques. La psychophysique des couleurs est la base de la colorimétrie, qui fait correspondre à chaque couleur un jeu de trois valeurs. Ces valeurs se représentent souvent comme les coordonnées dans un espace de couleur. Les valeurs se rattachent souvent à des couleurs primaires dans un système de synthèse additive. Les études psychologiques, cependant, aboutissent à différencier la perception visuelle en trois autres composantes, la luminosité dite aussi leucie, phanie ou clarté, la teinte, qui désigne la couleur vive de laquelle l'échantillon se rapproche le plus, et la saturation, qui situe la perception entre le gris et la couleur vive. Ces valeurs gouvernent souvent les atlas de couleurs.
La colorimétrie néglige généralement celles des lois de la perception qui compliquent la correspondance entre rayonnement lumineux coloré et perception de la couleur : effet Abney, phénomène Helmholtz–Kohlrausch, effet Bezold–Brücke (de).
La colorimétrie s'intéresse aux perceptions de stimulus, c'est-à-dire d'objets les plus simples possibles. Tout ce qui intervient dans la perception de la couleur des objets est pertinent pour la psychologie des couleurs. Il faut donc considérer la loi du contraste simultané des couleurs, la reconnaissance des couleurs associées à des formes, et tout ce qui se relie à la mémoire. L'hypothèse de Sapir-Whorf concernant le rôle du langage dans l'identification des champs chromatiques, à la limite entre anthropologie et psychologie, est discutée.

## Effet psychologique des couleurs
Avant la constitution de la psychologie comme discipline, Goethe fonde son Traité des couleurs sur l'effet moral des couleurs, telles que le décrivent les artistes et les professionnels Manlio Brusatin poursuivra cette méthode dans son Histoire des couleurs.
De très nombreuses études dans les domaines de la publicité et de l'architecture intérieure présentent l'effet des lumières et des surfaces colorées sur l'activité cérébrale, les dispositions et l'humeur des personnes. Il y a ainsi des « couleurs fonctionnelles ».
D'innombrables publications reprennent les appréciations sur les couleurs souvent présentées dans la littérature depuis plusieurs siècles. La symbolique des couleurs a des aspects à la fois psychologiques et culturels.

## Psychologie des préférences de couleurs
L'artiste Johannes Itten demandait à ses élèves de présenter des assemblages plaisants de couleurs. Chacun présentant des dispositions et des teintes différentes, il en conclut que « les accords de couleur subjectifs sont un moyen de reconnaître les différents styles de pensée, de sentiment et d'action que l'on peut rencontrer chez les êtres humains ». Cependant, précise-t-il, les préférences dans l'assemblage de couleurs n'ont de valeur que chez les personnes qui se sont efforcées d'affiner leurs perceptions des couleurs.
Le psychologue Max Lüscher, suivant une idée apparentée, propose un test des couleurs, repris par d'autres, qui fait de l'ordre dans lequel elle classe les couleurs que le praticien leur présente un indice de l'état émotionnel.

## Marketing
La couleur est un facteur important dans l'apparence visuelle des produits ainsi que dans la reconnaissance de la marque. Des travaux datant de 2012 en marketing ont montré que la couleur peut être utilisée pour communiquer la personnalité de la marque.
Des spécialistes du marketing s'intéressent aux significations et émotions variables qu'un public particulier peut attribuer à une couleur particulière dans différents médias (par exemple, impression vs web). L'effet physiologique et émotionnel de la couleur sur chaque personne est influencé par plusieurs facteurs tels que les expériences passées, la culture, la religion, l'environnement naturel, le genre, la race et la nationalité. Les décisions concernant la couleur dépendent du public cible. Elles peuvent influencer la perception du message-clé et les émotions recherchées. L'utilisation de la couleur aura des effets différents sur différentes personnes, par conséquent, les résultats expérimentaux ne peuvent pas être considérés comme universellement vrais.
La recherche sur les effets de la couleur sur la préférence des produits conclut que son influence possible est principalement dû à l'apprentissage associatif. La plupart des publications estiment que ce n'est pas une couleur spécifique qui attire tous les publics, mais que certaines couleurs sont jugées appropriées pour certains produits. 

### Signification de la marque
La couleur est une source d'informations lorsque les gens prennent une décision d'achat. Les clients évaluent généralement un produit initialement dans les 90 secondes d'interaction avec ce produit, et environ 62 à 90% de cette évaluation sont basés sur la couleur,. Sans expérience préalable, les gens commencent souvent à associer une marque à certaines caractéristiques en fonction de la couleur principale du logo. Une étude sur la couleur des logos a demandé aux participants de noter l'adéquation de la couleur du logo pour des entreprises fictives en fonction des produits que chaque entreprise produisait. Les participants ont vu des produits fictifs dans huit couleurs différentes et ont dû évaluer l'adéquation de la couleur pour chaque produit. Cette étude a montré un schéma d'adéquation des couleurs de logo selon la fonction du produit. Si le produit était considéré comme fonctionnel, répondant à un besoin ou résolvant un problème, une couleur fonctionnelle était considérée comme la plus appropriée. Si le produit était perçu comme sensoriel-social, transmet des attitudes, un statut ou une approbation sociale, alors les couleurs sensorielles-sociales étaient considérées comme plus appropriées.
La cartographie des couleurs offre un moyen d'identifier les couleurs de logo potentielles pour de nouvelles marques et d'assurer une différenciation de la marque dans un marché visuellement encombré.
Les logos d'entreprise peuvent véhiculer une signification simplement par la couleur. La couleur affecte la perception par les gens d'une entreprise nouvelle ou inconnue. Certaines entreprises telles que Victoria's Secret et H&R Block ont utilisé la couleur pour changer leur image d'entreprise et créer une nouvelle personnalité de marque pour un public cible spécifique. Une recherche sur la relation entre la couleur du logo et cinq traits de personnalité a demandé aux participants de noter un logo informatique de différentes couleurs sur des échelles relatives aux dimensions de la personnalité de la marque. Des relations ont été trouvées entre la couleur et la sincérité, l'excitation, la compétence, la sophistication et la robustesse. Une étude de suivi a testé les effets de la personnalité de la marque perçue et des intentions d'achat. Les participants ont vu un produit et un résumé de la personnalité de marque et ont dû évaluer la probabilité d'achat d'un produit en fonction de la couleur de l'emballage. Comme l'intention d'achat était plus grande si le produit ou le service commercialisé correspondait à la personnalité perçue de la marque et que la couleur influence celle-ci, elle affecte l'intention d'achat.

## Usage en cartographie

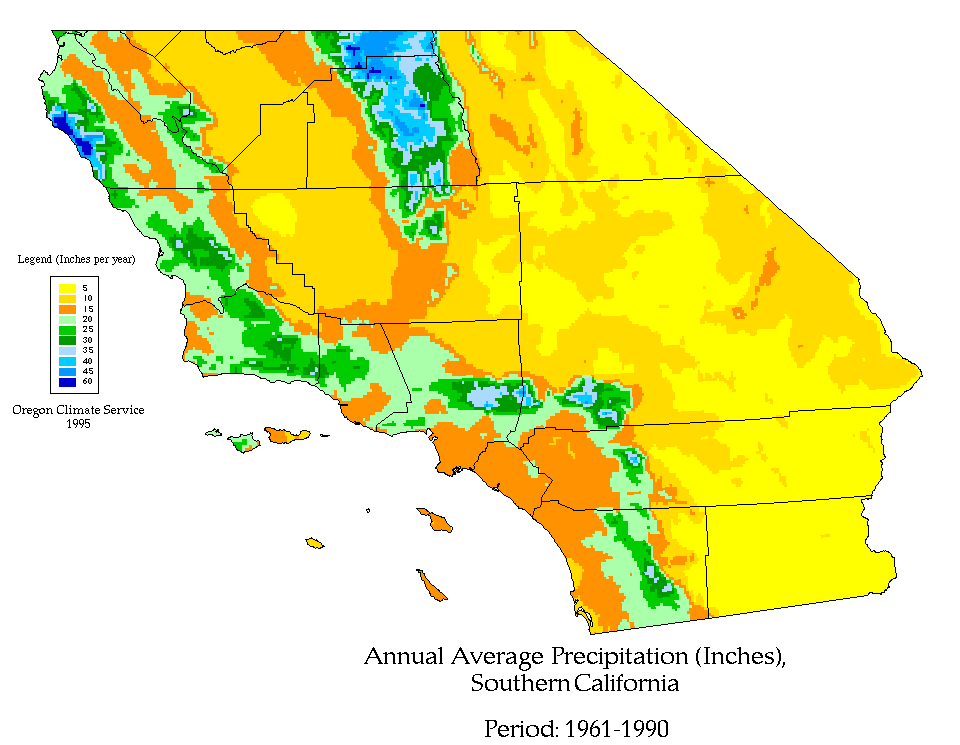
Cette carte des précipitations exploite les connotations du bleu pour représenter l'humidité et du jaune pour représenter la sécheresse, mais les lecteurs doivent faire un effort conscient pour ne pas interpréter le vert comme de la végétation.

La cartographie emploie les associations courantes des couleurs pour créer des significations conventionnelles intuitives. La couleur est la couleur « prototypique » du champ chromatique la plus proche plutôt que celle qui est la plus similaire à la couleur naturelle des éléments géographiques courants. Par exemple :
- Vert : végétation ;
- Bleu : eau (plans d'eau, précipitations), froid ;
- Jaune : sécheresse ;
- Marron : sol ;
- Rouge : chaleur, incendie de forêt ;
- Violet : artificiel (en contraste avec les connotations naturelles du vert, du jaune, du bleu) ;
- Gris/Noir : structures humaines (routes, bâtiments).

Les aspects cognitifs du processus de lecture de la carte et notamment la psychologie de la forme permettent d'établir un lien intuitif entre couleur et signification conventionnelle. Par exemple, les teintes qui contrastent le plus avec l'arrière-plan (c'est-à-dire foncé sur une page blanche, clair sur un écran sombre, coloré sur une surface grisâtre) sont naturellement perçues comme "plus" (valeurs plus élevées des propriétés quantitatives, plus importantes dans la hiérarchie visuelle) que les teintes ayant moins de contraste[réf. nécessaire].